# Roman Roell

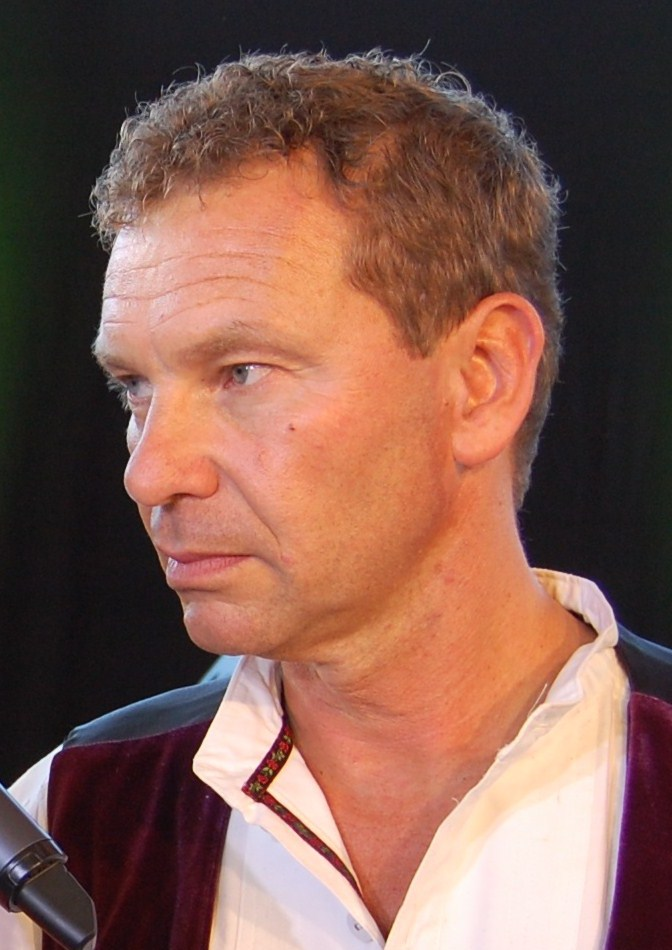
Roman Roell (2011)

Roman Roell (* 14. November 1965 in Burgau) ist ein deutscher Hörfunk- und Fernsehmoderator, Reporter und TV-Produzent. Seit 2006 ist er auch Ringsprecher bei der Sendung Boxen im Ersten auf dem Fernsehsender Das Erste.

## Leben
Roman Roell ist Vater zweier Töchter. Er ist seit April 2016 mit Heike Stemmler verheiratet.

### Hörfunk
Roman Roell begann als Moderator bei Radio Fantasy in Augsburg und moderierte dort zwischen 1987 und 1988 die Morningshow. Danach wechselte er zu Radio 7 nach Ulm, wo er bis 1992 u. a. Moderator des Nachmittagsmagazins „Buntfunk“ und zuletzt der Morgensendung „Radio 7 Express“ war. Die nächsten Stationen waren Hit Radio FFH, B5 aktuell, MDR Life und Radio Monte Carlo. Seit 1994 arbeitet er bei Bayern 3 und moderierte 11 Jahre lang, von 1997 bis 2008, im Wechsel mit Markus Othmer die „Bayern 3 MorningShow“. Von 2008 bis 2016 moderierte er in Bayern 3 von 09:00 bis 12:00 Uhr die Sendung „Der Hit-Mix-Vormittag“. Seit September 2016 moderiert er nachmittags (16:00 bis 19:00 Uhr) „Die Zwei für euren Feierabend“, seit Juni 2017 zusammen mit Corinna Theil, alternierend mit Jerry Gstöttner und Jacqueline Belle.

### Fernsehen
Seit 1992 arbeitet Roman Roell parallel zur Radio- und Eventmoderation als Fernsehproduzent und Autor für verschiedene Produzenten und TV-Sender in Frankreich (TF1/Guillaume Durand, Alexandre Debanne und Philippe Risoli) und Deutschland (RTL/Frank Elstner, SAT.1/Jörg Wontorra, und Das Erste/Reinhold Beckmann und Jörg Pilawa).
Bei den Olympischen Spielen 2004 in Athen war Roman Roell Autor und Producer der Talksendung „Beckmanns Olympia Nacht“ auf Das Erste. Bei den Olympischen Winterspielen 2006 in Turin, den Olympischen Spielen 2008 in Peking, den Olympischen Winterspielen 2010 in Vancouver und 2014 bei den Olympischen Winterspielen in Sotschi war Roell die Trailerstimme von Das Erste und 2004 als Producer im Team bei „Olympia mit Waldi & Harry“.
Seit 2006 sagte er als Ringsprecher bei der Sendung Boxen im Ersten auf dem Fernsehsender Das Erste zunächst im Wechsel mit der US-Ring-Announcer-Legende Michael Buffer die WM- und EM-Kämpfe des Teams von Boxpromoter Wilfried Sauerland bei internationalen Profi-Boxgalas und im Fernsehen an, mittlerweile macht er dies alleine.
Von August 2009 bis Oktober 2012 war er zudem Moderator des Regionalmagazins der Abendschau des Bayerischen Fernsehens für den Süden Bayerns Schwaben & Altbayern aktuell. Im Zuge eines Relaunchs der Abendschau wechselte Roell vom Regionalmagazin Schwaben & Altbayern aktuell zur bayernweiten Hauptsendung und ist somit seit Oktober 2012 Teil des Moderatorenteams der Abendschau des Bayerischen Fernsehens.
Außerdem moderiert er teilweise auch Unterhaltungssendungen im Bayerischen Fernsehen, wie zum Beispiel u. a. die Kochshow Lansing kocht und ist Moderator und Interviewer für Das Erste bei der Liveübertragung des Trachten- und Schützenzugs zum Münchner Oktoberfest.

### Trivia
Roman Roell moderierte von 1999 bis 2014 in Kostüm und am Pferd das Kaltenberger Ritterturnier.
Für die Aktion Sternstunden des Bayerischen Rundfunks werden von einer Neuburger Bäckerei jedes Jahr als „Roman Roellchen“ bezeichnete Apfeltaschen gebacken.